# Аряев, Леонид Николаевич
Леонид Николаевич Аряев (укр. Леонід Миколайович Аряєв; 1923—1976) — советский учёный анестезиолог-реаниматолог, доктор медицинских наук, профессор, полковник медицинской службы.
Организатор анестезиологической службы в Одесской, Николаевской и Херсонской областях Украинской ССР, а также в Молдавской ССР. Автор около 100 научных работ, в том числе двух монографий.

## Биография
Родился 18 июня 1923 года в селе Тарханово, ныне территория Мордовии.
Участвовал в Великой Отечественной войне, имел боевые награды.
Окончил Военно-медицинскую академию в Ленинграде (ВМА, ныне Военно-медицинская академия имени С. М. Кирова в 1946 году и факультет усовершенствования хирургов при клинике академика П. А. Куприянова в 1957 году. Также обучался на курсах анестезиологии в Военно-медицинской академии в 1958—1965 годах.
В 1946—1955 годах Леонид Аряев работал хирургом медсанчасти, в 1957—1967 годах был начальником отделения анестезиологии и реаниматологии Одесского военного окружного госпиталя и одновременно преподавал на курсах повышения квалификации в этом же госпитале. В 1966 году защитил в ВМА докторскую диссертацию на тему «Анальгезия и поверхностный наркоз закисью азота при непродолжительных операциях, некоторых диагностических исследованиях и с лечебной целью». С 1967 года работал в Одесском медицинском институте (ныне Одесский национальный медицинский университет: доцент (1967—1068), профессор кафедры хирургии (1968—1969), заведующий кафедрой анестезиологии и реаниматологии (1969—1976). Также являлся главным специалистом Одесского областного отдела здравоохранения, организовывал службы анестезиологии и реаниматологии в южном регионе Украины и в Молдавии. Под руководством Л. Н. Аряева были выполнены выполнена 1 докторская и 13 кандидатских диссертаций.
Умер 4 апреля 1976 года в Одессе, Украинская ССР. Был похоронен на Втором Христианском кладбище города. Его сын — Николай (род. 1950), тоже стал учёным-медиком.

## Награды
Был награждён орденом Красной Звезды и медалями в числе которых «За оборону Ленинграда», «За боевые заслуги», «За победу над Германией в Великой Отечественной войне 1941—1945 гг.».